# 1713 a tudományban
Az 1713. év a tudományban és a technikában.

## Születések
- március 15. – Nicolas Louis de Lacaille, csillagász († 1762)
- október 5.-én született Denis Diderot.